# نادي إيران
نادي إيران لكرة القدم (بالفارسية: کلوپ ایران) ، هي نادي إيراني لكرة القدم، وكانت مقرها في طهران ، أسست عام 1920م، وحلت عام 1923م وسميت بدالها نادي طهران.

## مصدر
1. ↑  parssport.ir - This website is for sale! - ورزشی Resources and Information [وصلة مكسورة] نسخة محفوظة 3 مارس 2016 على موقع واي باك مشين.